# Dwm
dwm은 서클리스(Suckless)가 개발한 X 윈도 시스템용 미니멀리스트 동적 창 관리자로, xmonad 및 awesome을 비롯한 여러 다른 X 창 관리자의 개발에 영향을 미쳤다. 외부적으로는 wmii와 유사하지만 내부적으로는 훨씬 더 간단하다. dwm은 성능을 위해 순수하게 C로 작성되었으며 소스 코드 편집 외에 구성 인터페이스가 없다. 프로젝트 지침 중 하나는 소스 코드가 2000 SLOC를 초과하지 않아야 하며 사용자가 구성할 수 있는 옵션이 모두 단일 헤더 파일에 포함되어 있다는 것이다.

## 기능
dwm은 여러 작업 공간을 지원하며 쥐약과 달리 마우스로 창을 이동하고 크기를 조정할 수 있다.  이전 버전의 dwm은 화면 가장자리의 상태 표시줄에 표준 입력을 표시했다. 대신 최신 버전에서는 독립적인 프로세스로 설정할 수 있는 루트 창의 이름을 표시한다. 이는 시계, 시스템 로드 정보, 노트북 배터리 및 네트워크 상태, 음악 플레이어 정보 등 다른 데스크톱 환경의 알림 영역에 표시되는 정보를 표시하는 데 자주 사용된다. 이 상태 표시줄은 dwm과 동일한 개발자가 만든 텍스트 애플리케이션 실행 프로그램인 dmenu로 보완되는 경우가 많다. dwm은 포커스가 마우스를 따르는 모델을 사용하며 포커스를 표시하는 테두리 이외의 창 장식이 없다. dwm의 구성 가능성은 소스 코드 패치에 해당하므로 다른 많은 옵션도 가능하다.